# Мала Гарваница
Мегалитното светилище Мала Гарваница (среща се и като Малката Гарваница) се намира на около 1.7 km. югоизточно от село Ярловци, (Община Трън), Област Перник. To e изградено на северния планински скат върху скалния масив и под него.

## Описание и особености
На западния откос на пирамидалната скална плоскост е изрязан диск с диаметър 0,80 m. Аналогични дискове с по-големи размери са били изрязани на скалните плоскости с много малък наклон в югоизточна и северозападна посока, но те са били покривани от снежна покривка и са задържали атмосферни води и са доста обезличени. Големият диск на върха вероятно е очертаван повторно в по-ново време и от него е отчупена част от горната му дъга. На терена под скалния масив в миналото са разкривани керамични съдове от сивочерна и кафява глина с пластична украса. Едни от тях били пълни с пепел. При теренното проучване екипа на проф. Джонова открива само един керамичен фрагмент твърде обезличен от времето и с гладки повърхности. Той принадлежи на съд от светлокафява глина с примеси от пясък и датира от късната Халщатска епоха. От същата епоха и вероятно в пряка връзка със същия култ е камък оформен като триъгълник и заоблени страни и върхове, където е оформена малка паничка. Тя е дала и името на местността – Паниче. Мястото се помни като нещо, което винаги е било там. В близост до паничката са наредени в редица едри камъни, вероятно мегалитни менхири. На един самостоятелен камък в непосредствена близост до паничката е изрязан неправилен кръг, който е също силно разрушен.
Без съмнение скалният масив при Голема Гарваница, също е изпълнявал функциите на светилище през праисторическите времена. Мястото е използвано като каменна кариера по времето на комунизма е използван като каменна кариера и днес дебел пласт от каменен трошляк покрива целия терен. Още преди 9 септември 1944 година Голяма Гарваница става обект на иманярска инвазия. Тук по разкази на местни хора е имало мегалитен валун оформен като седалка, който е съборен в основата на масива и счупен, за да се провери дали в камъка не се крие злато. Изрязаният диск при Мала Гарваница, както и запазените изсичания по скалната площадка на масива Голема Гарваница, дават основание на проф.Димитрина Митова-Джонова да ги свърже с култа към Слънцето и да предположи, че двете места са функционирали като светилища, което е било свързано с подобните му култови съоръжения на територията на Западна България.
Култовите съоръжения край село Берайнци са свързани с праисторическото селище от местността Завой, останки от което са открити от археолозите непосредствено до селото в северна посока. На площ от около 10 дка. в се намират все още фрагменти от сивочерна, праисторическа керамика, твърде изтрита и обезличена. Единични фрагменти имат пластична декорация, характерни за Халщатската епоха.

## Предназначение и приложение
Изсечените каменни кръгове и дискове са един от недостатъчно проучените елементи от скални светилища на територията на България. Концентрацията им е най-голяма на територията на Община Елхово – Слънчевото светилище Палеокастро, в местността „Арнаутската чешма“ при с. Срем и в местността „Мочукови камъни“, при село Мелница, но не липсват подобни самотни аналози и в други части на страната – край град Трън – в скалния параклис „Света Петка“ (т.нар. „каменна питка“), в землището на село Берайнци – в местността „Мала Гарваница“ (каменният диск е издълбан в подножието на скалния масив); в местността Чуряк на Брезнишко бърдо, на територията на Източните Родопи, изсечени скални дискове се наблюдават в землищата на с.Татул и село Равен; каменни кръгове са открити и край скалните манастири при с. Тюленово; Светилище „Сечен камък“ (край с. Плачковци, Община Габрово); край гр. Разлог и в северните части на Средна гора на връх Елдермен (в района на с.Старосел), край с.Бузовград и на светилище Камъка край Малко Търново.
Научните хипотези относно предназначението на каменните дискове и кръгове са разнопосочни, единственият неоспорим факт на този етап от археологическите проучвания, че има конкретни доказателства за култова дейност извършвана край тези каменни съоръжения.
Слънчевото светилище при с. Мелница е едно от светилищата на територията на България, където се наблюдават издълбани соларни кръгове на върха на една от скалите – някои траколози и археоастрономи изказват предположението, че съществува възможността на всички светилища използвани от древните траки, където се наблюдават изсечени в скалите дискове и кръгове, да е жертвопринасяне на „звездата куче“ – Сириус.

## Исторически контекст
Религията на най-раните обитатели на сегашната Пернишка област през праисторията е все още недостатъчно добре проучена. Научните теренни проучвания от 1970-те години, проведени от проф. Димитрина Митова-Джонова откриват безценни артефакти и обекти от голямо значение за развитието на културата на първите обитатели на района. Най-ранните паметници, пряко свързани с религията и сакралните ритуали са скалните култови инсигнии при селата Гърло, Долна Секирна, Долна Мелна, Парамун, Зелениград, Долни Романци и при град Брезник (местността Чуряк на Брезнишко бърдо).
Единствено подземният куполен храм-кладенец край село Гърло е археологически проучен паметник свързан с ранната праисторическа религия на едни от първите заселници в пределите на Западна България.
Култовите съоръжения и селища, които са синхронични на светилището при Мала Гарваница са – мегалитно култово съоръжение в местността Чуряк, което се намира на източния склон на Брезнишко Бърдо, под изоставените постройки на бившия Пионерски лагер. Тук, върху скалния масив, обърнат към изгрева на слънцето, сега обхванат от гора, където са изрязани каменни кръгове с диаметър 0.80 – 0.85 m. и височина 0.30 – 0.35 m. Днес от тях са запазени добре около десет на брой такива дискове. Някога в подножието на скалата е имало паднал фрагмент от един такъв барабан, пречупен на две. Въпросът за предназначението на тези каменни съоръжения, единствено въз основа на теренни проучвания, остава неизяснен с категоричност.
Направеният петрографски анализ на скалата през 1980-те години изключва употребата на дисковете за воденични колела или за точила. Трудно могат да бъдат свързани и със строителството в този район, където липсват монументални градежи. Проф. Димитрина Митова-Джонова ги интерпретира като култови съоръжения, свързани със соларния култ. Мегалитните съоръжения се намират в близост до храм-кладенецът при село Гърло; светилищата от село Парамун и са в близката околност на големите религиозни християнски комплекси от Брезнишко бърдо, а религиозния синкретизъм не се изразява само в иконография и архитектура, но и в местностите – свещените места винаги са почитани и при всички периоди над тях се изгражда култово съоръжение.
Праисторическо светилище на връх Чуката, което се намира на около 0,5 km северозападно от село Парамун, на скалистия връх от северозападния Парамунски дял от планината Стража.
Скалният масив от най-високата част на Чука, заедно с прилежащия му терен в западна посока, е ограден от широк зид, който се очертава като вал, обхванат от храсти. Този зид е изграден от необработен камък без спойка и обхваща площ с елипсовиден план и големина около 700 – 800 m². Източната част на оградената площ е чувствително по-висока. Там вероятно е имало постройка, която впоследствие е била разрушена. Днес на терена не се намират никакви археологически материали. В миналото местните хора съобщават, че са намирали груба, сивочерна, дебелостенна керамика и монети.
Малките размери на оградената площ, строителната техника, скалният масив включен в нея, както и местонахождението дават основание това архитектурно съоръжение да се отнесе към праисторическата епоха – края на Бронзовата, началото на Халщатската епоха и да се свърже по всяка вероятност с култа към слънцето и скалата. Археологическите данни, както и местоположението на това архитектурно съоръжение дават основание то да бъде свързано със соларния култ, отколкото с военно отбранителното дело.
В западния скат на хълма Чуката при село Долни Романци се намира античен кладенец, запълнен с пръст и камъни и обрасъл в паразитна растителност. Съоръжението е изградено от камък и има неправилна елипсовидна форма. Местното население помни кладенеца от столетия. Старите хора от селото знаят от техните родители, че кладенецът е много стар, че вода от него никога не е ползвана и че някога е ползван за изхвърляне на животински трупове. Незначителните части, които се виждат от неговия кант при сегашното му състояние, дават основание на екипа на проф. Митова-Джонова (когато е регистриран през 1970-те години), да го отнесе към Античността, но датировката и принадлежността на съоръжението към дадена историческа епоха все още са под въпрос. По всяка вероятност кладенецът е свързан с някакво светилище, почитано още от по-древни времена, което е маркирано днес с оброчен Християнски кръст.
На терена при Чуката могат да се намерят и фрагменти от антична керамика. В близост до кладенеца през 1970-те години са разкрити основите на праисторическо селище. В пръстта са намерени фрагменти от праисторическа, дебелостенна керамика със сивочерен цвят и бойни каменни топки. Тези материали са намерени в близост до стена, която има характер на мегалитен градеж.
В местността Прибой, на около 4.5 км югозападно от село Долна Мелна, вляво от пътя за махала Шипковци и в непосредствена близост до извор, който блика от дънера на стар бук, се намира голям камък, в който е издълбана малка паничка, с диам. 0.25 m и дълбочина 0.15 m Водата тече през камъка, напълва паничката и прелива през нея. Паничката се знае от местното население от незапомнени времена по предание. Тя намира близка аналогия при праисторическите култови панички по скалните масиви, свързани с неизяснен пра-стар култ (подобна на описаната край село Берайници).
Скалният връх Свети Петър (над село Горна Секирна) е ограден от крепостна стена с приблизителна дебелина 2 m. без хоросанова спойка. Оградената площ има кръгъл неправилен план с максимална ширина около 100 м. Днес стените са обрасли с храсти и треви и се очертават на терена като лек вал. Въз основа на местоположението и археологическите материали открити от археолозите на това място, архитектурното съоръжение на връх Св. Петър дават основание древният градеж да бъде разглеждан като култово, отколкото като фортификационно съоръжение от средата на I хил. пр. Хр. и да бъде сързано с култа към Слънцето. Днешният оброк Свети Петър от тази местност е далечна реминисценция на праисторическото езическо светилище.
В местността Кула, на източния склон на Гребен планина, над Красавската река в близост до м. Пусто гърло, през 1970-те години, археолозите са открили единични фрагменти от праисторическа керамика. Между дебелостенната, сивочерна, груба керамика има фрагменти от широко отворени купи, декорирани с изрязани орнаменти, запълнени с бяла пастозна материя. Въз основа на декоративните мотиви и инкрустационната декоративна техника, като тези фрагменти са датирани към късната Бронзова епоха. В наши дни, цялото селище е залесено, като малка незалесена площ има около скалите. Обхватът на праисторическото селище е трудно определим. То е било изградено над храм-кладенеца от същата епоха и без съмнение е било свързано с него.
Тези данни, както и внушаващите скални масиви от местността Кула, където на източната страна на скалния масив са издълбани ниши (сега изветрели и ерозирали), несъмнено са свързани със соларния култ и дават основание на проф. Митова-Джонова и екипа ѝ да допуснат, че на околните върхове и възвишения е имало светилища и че селището е било свързано с култовите места – от скалните масиви до подножието, където е разположен Гърленският храм-кладенец.